# Jacques Rigaut
Jacques Rigaut (Parigi, 30 dicembre 1898 – Châtenay-Malabry, 6 novembre 1929) è stato uno scrittore francese, esponente del movimento dadaista.

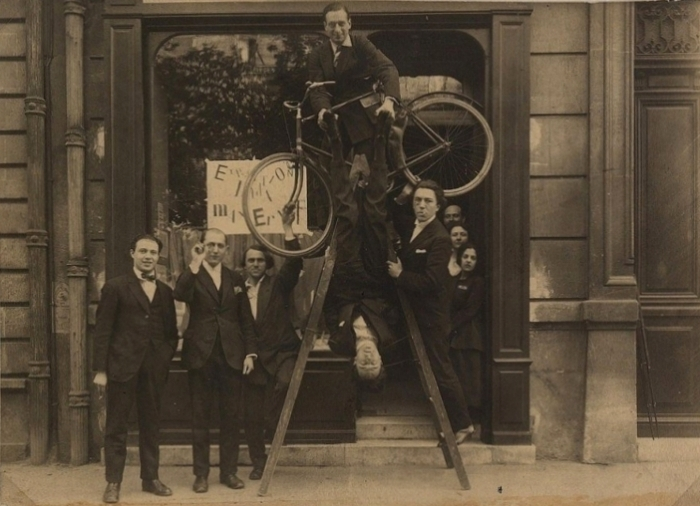
Apertura dell'esibizione di Max Ernst alla galleria Au Sans Pareil, 2 Maggio 1921. Da destra a sinistra: René Hilsum, Benjamin Péret, Serge Charchoune, Philippe Soupault sopra con la bicicletta tra le braccia, Jacques Rigaut (sotto), André Breton e Simone Kahn.

Le sue opere affrontano spesso il tema del suicidio, gesto che lo stesso Rigaut portò a compimento nel 1929: all'età di trent'anni, come aveva annunciato, si sparò, prendendo addirittura in precedenza le misure con un righello per essere sicuro che la pallottola gli trapassasse il cuore.
È sepolto nel cimitero di Montmartre.
Tra le opere di Rigaut si ricordano Lord Patchogue, Papiers Posthumes, Agence Générale du Suicide, Et puis merde!.
Al suo suicidio si ispirò il romanzo Fuoco fatuo di Pierre Drieu La Rochelle (lui pure morto suicida) da cui è stato poi tratto nel 1963 il film omonimo, diretto da Louis Malle.

## Opere tradotte in italiano
- Tre suicidi contro la società: Arthur Cravan, Jacques Rigaut, Jacques Vache, a cura di Ottavio Fatica, Roma, Arcana, 1980
- Dietro lo specchio, trad. di Laura Quieti, Pescara, Tracce, 1991
- Agenzia generale del suicidio, a cura di Gianluca Reddavide, trad. di Perla Zanini, Roma, Le nubi, 2005
- Tre suicidi dada? scritti di Arthur Cravan, Jacques Vaché, Jacques Rigaut, a cura di Marzia Mascelli, trad. di Gianluca Reddavide e Perla Zanini, Roma, Le nubi, 2005
- Agenzia generale del suicidio e altri scritti, traduzione dal francese di Caterina Pastura, Messina, bordolibero, 2024